# Al Bidda SC
Al Bidda SC es un equipo de fútbol de Catar que juega en la Segunda División de Catar, la segunda categoría nacional.

## Historia
Fue fundado en el año 2015 en el vecindario de Al Bidda de la capital Doha, pero fue hasta septiembre de 2018 que fue admitido dentro de la Asociación de Fútbol de Catar, por lo que pudo participar por primera vez en la Segunda División de Catar en la temporada 2018/19.